# Interdistrict Settlement Account
Das Interdistrict Settlement Account (ISA) ist ein Verrechnungskonto des Federal Reserve Systems, über das ausschließlich Interbank-Überweisungen zwischen den 12 Federal Reserve Banken abgewickelt werden. Es wird vom Federal Reserve Board in Washington, D.C., betrieben.
Aus der Abwicklung des Zahlungsverkehrs ergeben sich Forderungen und Verbindlichkeiten zwischen den Fed Banken. Überweisungen, die eine Fed Bank veranlasst, führen zu Verbindlichkeiten dieser Fed Bank. Überweisungen, die eine Fed Bank hingegen erhält, haben Forderungen gegen die sendende Fed Bank zur Folge. Jeden Tag werden die Forderungen und Verbindlichkeiten miteinander verrechnet und führen entweder zu positiven oder negativen ISA-Salden.
Einmal jährlich im April werden Sicherheiten, welche sich im System Open Market Account befinden, zwischen den Fed-Banken neu zugeteilt. Die Zuteilung erfolgt so, dass die ISA-Salden einer Fed tendenziell auf null zurückgesetzt werden. Bis 1975 erfolgte der Ausgleich grundsätzlich über Goldzertifikate und sogenannte „interdistrict accomodation operations“. Letztere führten bis 1975 zu längerfristig steigenden ISA-Salden.
Der Ausgleich der ISA-Salden erfolgt laut ifo-Institut durch die Übertragung des Eigentums an sicheren Wertpapieren oder durch Goldzertifikate. In einem Papier der Federal Reserve Bank of Richmond wird festgestellt, dass ohne den jährlichen Ausgleich der Federal Reserve District von New York einen längerfristig steigenden ISA-Saldo ausweisen würde, ähnlich wie beim TARGET2-System Deutschland und einige andere Staaten. Andere Distrikte hätten entsprechend negative Salden. Die Geldpolitik der USA wird technisch vom Federal Reserve District von New York aus durchgeführt.